# Raketenauto

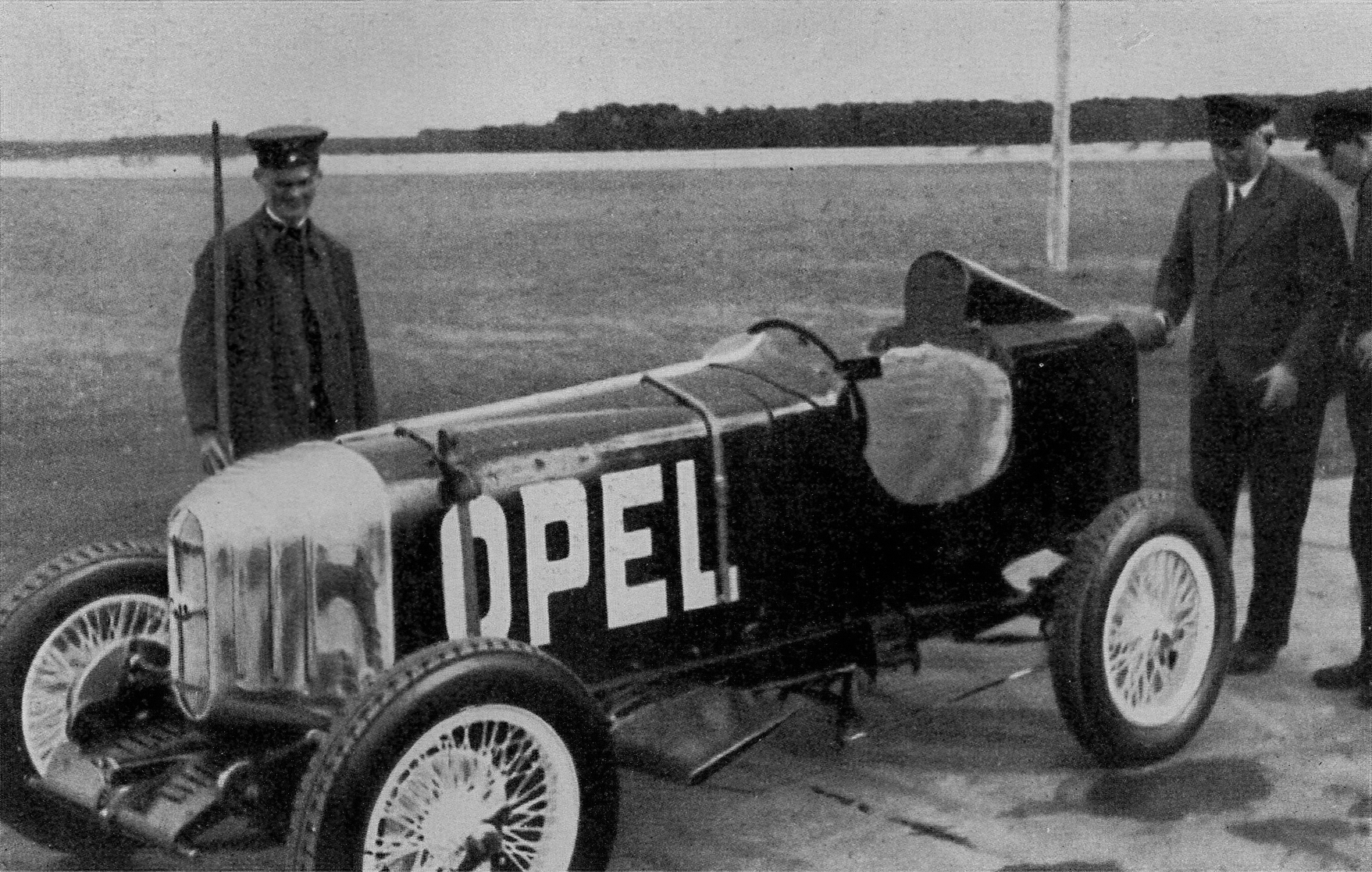
Erstes Raketenauto Opel RAK1, 1928

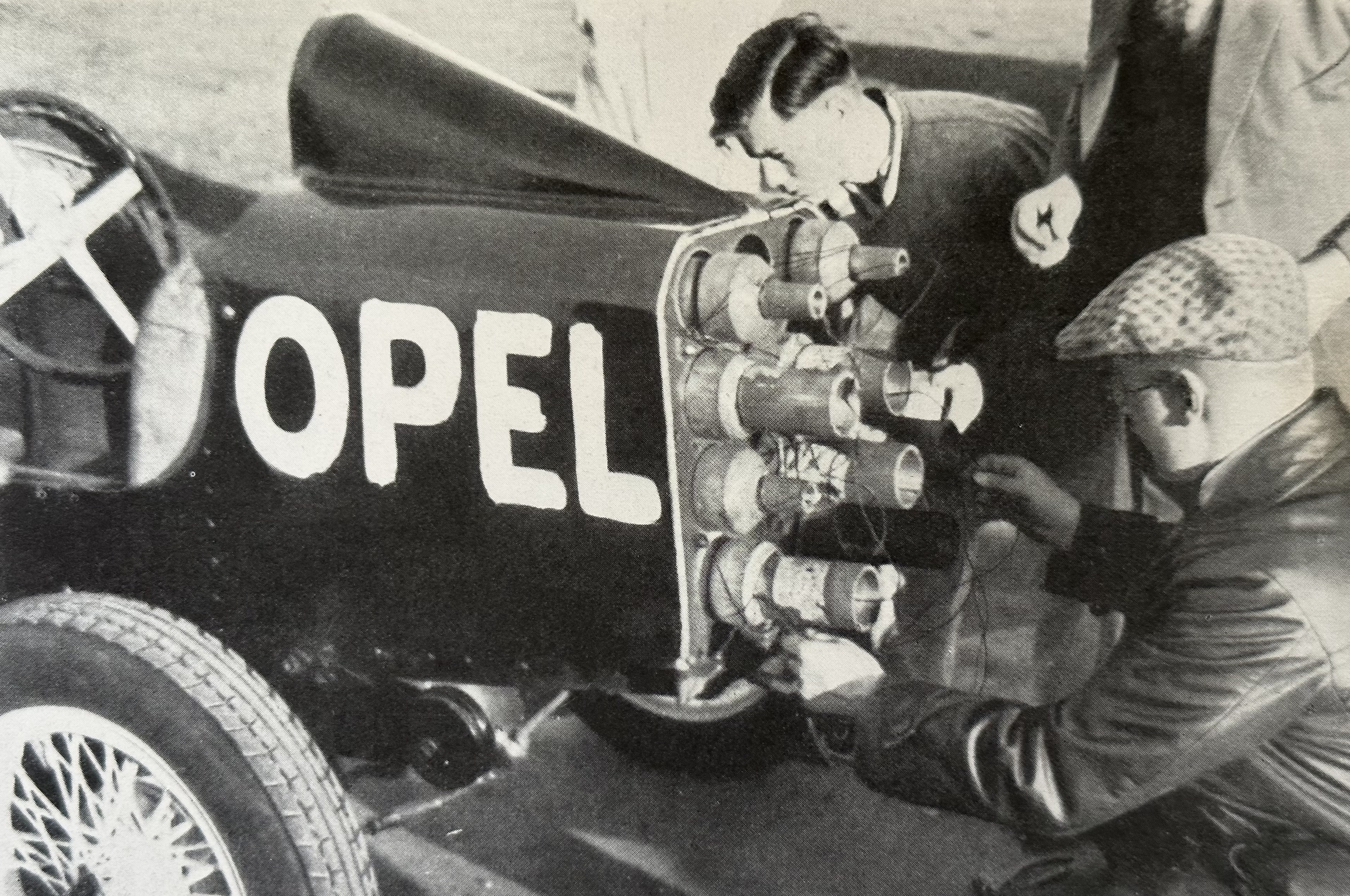
Das Geheimnis des Feuerwagens RAK1: Der Raketenkasten, rechts kniend Fritz von Opel

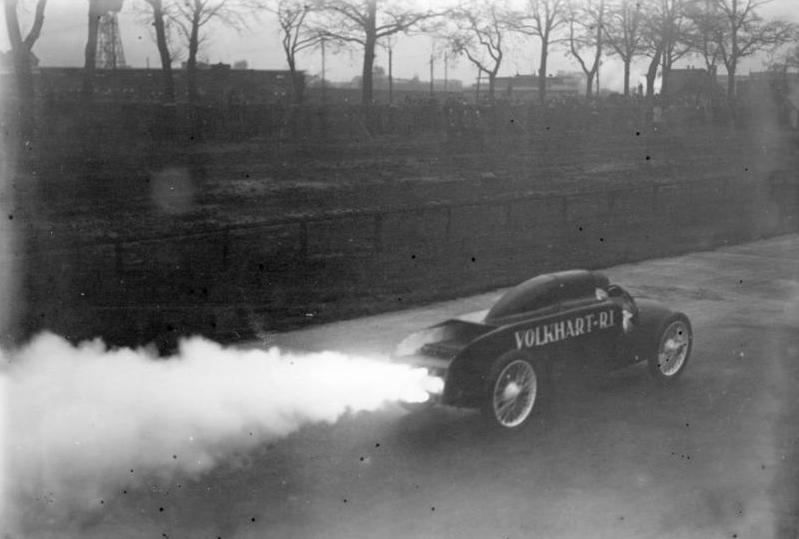
Raketenauto Volkhart-R1 im Einsatz auf der AVUS, 1928

Ein Raketenauto oder Raketenwagen ist ein von einem Raketentriebwerk angetriebenes Landfahrzeug. Raketenautos werden nur für die Jagd nach Geschwindigkeitsrekorden entwickelt und gebaut.
Bereits 1928 experimentierten Max Valier, Friedrich Wilhelm Sander und Fritz von Opel mit einem von Pulverraketen angetriebenen Auto. Am 12. April 1928 fand die erste öffentliche Fahrt des Opel RAK1 statt; Fahrer war der Opel-Ingenieur und Rennfahrer Kurt C. Volkhart. Ende Mai 1928 erreichte Fritz von Opel im RAK 2 auf der Berliner AVUS eine Geschwindigkeit von 238 km/h.

## Geschwindigkeitsrekorde mit Raketenautos
Der 1904 in Paris gegründete internationale Automobilverband FIA hat 1914 einheitliche Regeln für Geschwindigkeitsrekorde erlassen. Seit 1964 erlaubt die FIA düsengetriebene Fahrzeuge zur Erzielung von Landgeschwindigkeitsrekorden. In jenem Jahr wurden mehrere Geschwindigkeitsrekorde mit düsengetriebenen Fahrzeugen erzielt.
Die Regeln der FIA für Geschwindigkeitsrekorde besagen u. a., dass das Rekordauto mindestens vier Räder haben muss. Außerdem sind zwei Fahrten vorgeschrieben: Dieselbe Strecke hin und wieder zurück innerhalb einer Stunde. Anschließend werden die Höchstgeschwindigkeiten der beiden Fahrten gemittelt. Dieser Wert geht dann in die offiziellen Rekordbücher ein. 

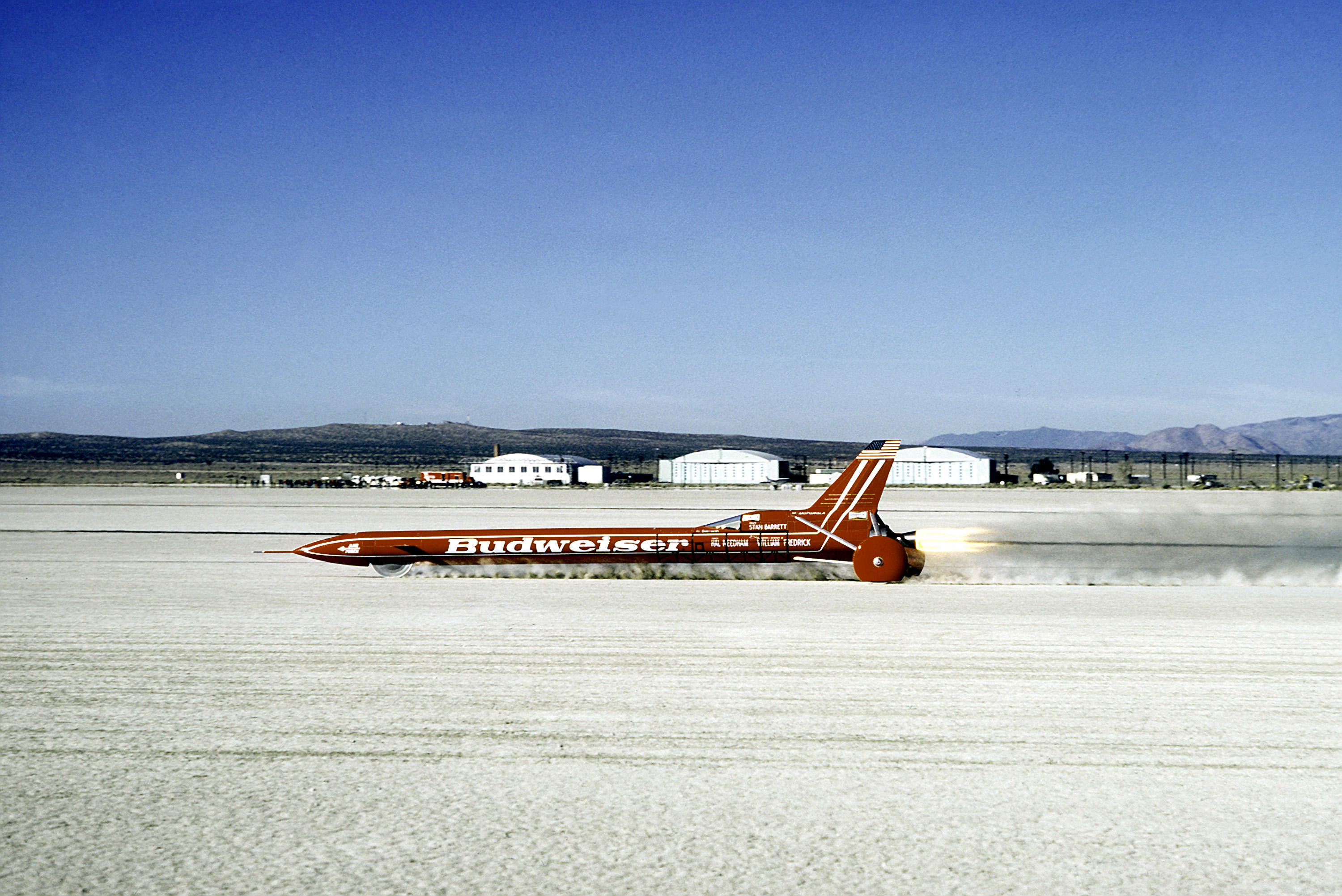
Überschallfahrt mit dem Budweiser rocket car, 1979

Mit den immer stärker werdenden Antrieben rückte auch ein neues Ziel näher: das Durchbrechen der Schallmauer mit einem Landfahrzeug. William Fredrick, in Hollywood ein Fachmann für Spezialeffekte, entwickelte in den 1970er Jahren Raketenfahrzeuge, deren leistungsstärkstes die Budweiser Rocket war. Erste Versuche auf der Edwards Air Force Base der amerikanischen Luftwaffe scheiterten. Der 48.000 PS starke Raketenantrieb des Autos entwickelt nicht die nötige Kraft und beschleunigt das Fahrzeug nur auf knapp 1.100 km/h. Für die zusätzlich benötigte Schubkraft wurde eine Feststoffrakete an die „Budweiser Rocket“ montiert. Am 17. Dezember 1979 erreichte der amerikanische Stuntman Stan Barrett mit diesem Fahrzeug eine Geschwindigkeit von 1.190 Kilometern pro Stunde – Schallgeschwindigkeit. Der Rekord wird jedoch nicht offiziell anerkannt: Das Raketenauto hatte nur drei Räder und legte die Strecke nur in einfacher Richtung zurück.
Der derzeitige von einem Auto erzielte (offiziell anerkannte) Geschwindigkeitsweltrekord von 1.227,985 km/h hält seit dem 15. Oktober 1997 Andy Green mit dem ThrustSSC, angetrieben von einem Flugzeugtriebwerk.

## Überblick über einige Raketenautos
| Datum             | Fahrer           | Geschwindigkeit                        | Fahrzeugname        | Antrieb | Ort                                          |
| ----------------- | ---------------- | -------------------------------------- | ------------------- | --- | -------------------------------------------- |
| 12. März 1928     | Kurt C. Volkhart | 140 km/h                               | Opel RAK1           | 12 Pulverraketen                                                                                            | Opel-Rennbahn, Rüsselsheim, Deutschland      |
| 23. Mai 1928      | Fritz von Opel   | 238 km/h                               | Opel RAK2           | 24 Pulverraketen                                                                                            | AVUS, Berlin, Deutschland                    |
| 1965              | Bobby Tatroe     | 933,4 km/h (nur in eine Richtung)      | Wingfoot Express II | 25 JATO-Raketen                                                                                             | Bonneville Salt Flats, USA                   |
| 28. Oktober 1970  | Gary Gabelich    | 1.001,45 km/h                          | Blue Flame          | Flüssigkeitsraketentriebwerk, 58.000 PS                                                                     | Bonneville Salt Flats, Wendover, USA         |
| 17. Dezember 1979 | Stan Barrett     | 1.190 km/h (nicht offiziell anerkannt) | Budweiser Rocket    | Raketentriebwerk (48.000 PS) plus Feststoffrakete                                                           | Rogers Dry Lake, Edwards Air Force Base, USA |
| in Planung        | ?                | –                                      | Bloodhound LSR      | Raketentriebwerk mit ca. 130 kN Schub und ein Eurojet EJ200 aus dem Eurofighter, welches etwa 90 kN leistet | Großbritannien                               |